# Liste der Fluggesellschaften in Angola
Dies ist eine Liste der Fluggesellschaften in Angola.

## Aktuelle Fluggesellschaften

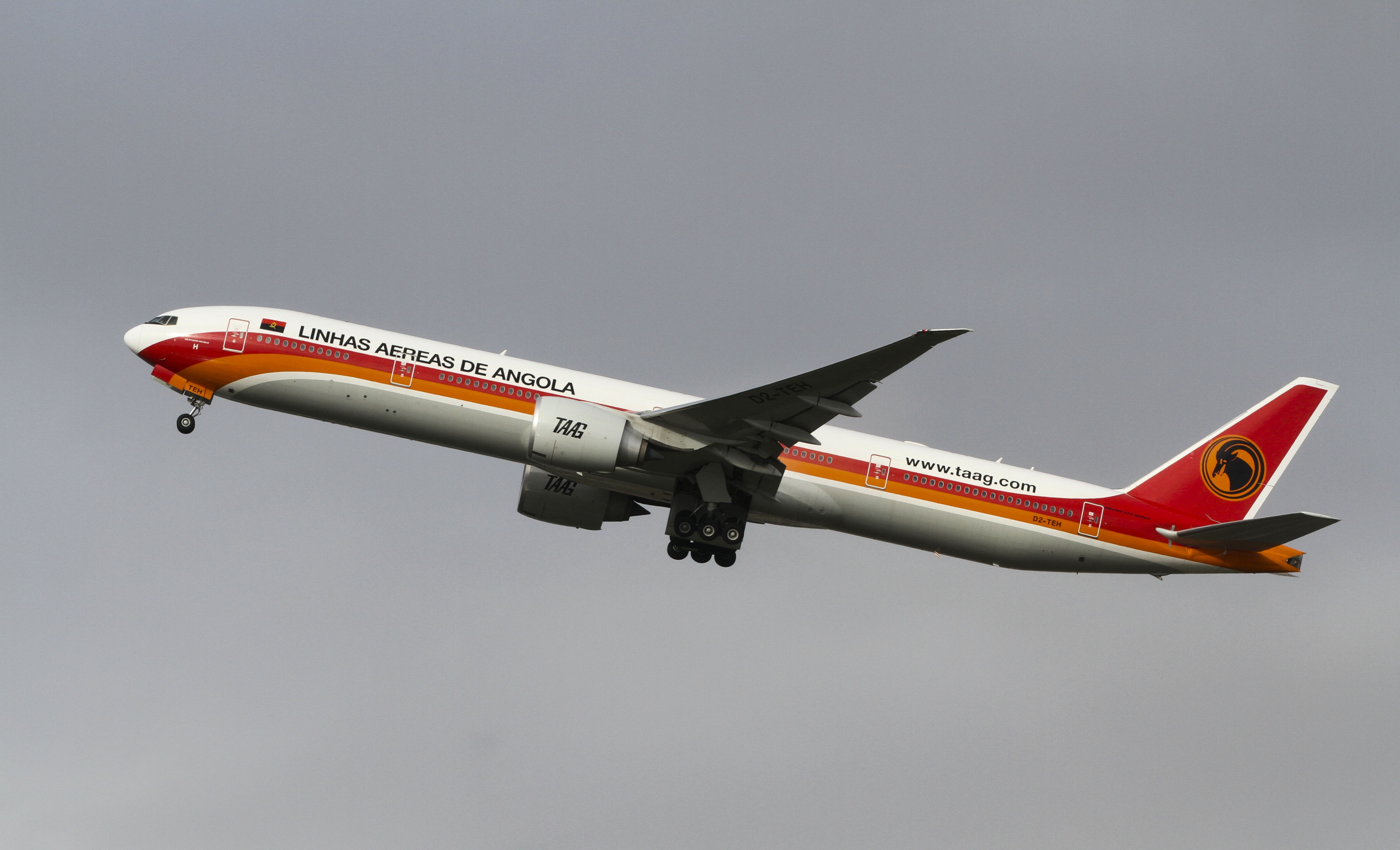
TAAG Angola Airlines

Anmerkung: Lediglich die mit * gekennzeichneten Gesellschaften sind mit Stand Dezember 2018 von der angolanischen Zivilluftfahrtbehörde zugelassen.
- AeroJet* (seit 2003)
- Aeronautica (seit 2001)
- Air Connection Express (seit 2018)
- Airjet*
- ALADA Empresa de Transportes Aereos (seit 1995)
- Angola Air Charter (seit 1991)
- Angola Air Services (seit 2001)
- Bestfly* (seit 2016)
- Diexim Expresso Aviaçao (seit 2003)
- EAPA Sociedade Agropecuária de Angola
- Fly AO Angola (seit 2018)
- Força Aérea Nacional Angolana
- Guicango* (seit 2010)
- Heliang Transporte Aéreo* (seit 2003)
- Heli Malongo* (seit 2005)
- Mission Aviation Fellowship of Angola
- Serviços Executivos Aéreos de Angola (seit 2009)
- SJL Aeronáutica* (seit 2013)
- Sonair* (seit 1998)
- TAAG Angola Airlines* (seit 1973)

## Ehemalige Fluggesellschaften
- Aerangol (1996–1972)
- Aero Mercado (2001–2008)
- Aero Tropical (1996–2009)
- Aero Voar (1994–1998)
- Air 26 (2006–2017)
- Air Angol (1997–1999)
- Air Cassai (1999)
- Alada
- Air Connection Express
- Air Gemini (1999–2010)
- Air Gicango (2008–2009)
- Air Nacoia (1993–2002)
- Air Nave (2001)
- Air Nocota (1992–1993)
- Air Pesada (1999–2000)
- Air Pescara (2001)
- Air Tropical (1996–1999)
- Ancargo Air (2000)
- Ango Aviation (1994–1995)
- Ango Informa (2005–2006)
- Angola Aero Taxis (1965)
- Angola Expresso (2018)
- Capricorn Flights (1994–1995)
- CTA (1978–1979)
- Direcção de Aeronaútica (1980–1998)
- Ecomex Air Cargo (1996–1998)
- Etram Air Wing (2003–2009)
- Fly540 Angola (2010–2014)
- Gamek Odebrecht (2005)
- Gira Globo Aeronautica
- Golfo International Air Services (2001)
- Ibis Air (1995–1999)
- Intertransit (2003–2005)
- Linhas Aéreas de Benguela (1998–2005)
- Mavewa Táxi Aéreo (1994–2010)
- National Commuter Airlines (2010)
- PHA (2009)
- Phoenix Aviation (2002)
- Planar (2002–2006)
- Rui & Conceição (2009)
- Savanair (1994–2002)
- Sociedade de Aviação Ligeira (1992–2009)
- ServisAir (2009–2010)
- Southern Air Group (1995–1996)
- Transaera (1998)
- Transafrik International (1984–1993)
- Transair Welwitchia (1995–2000)
- Transportes Aereos de Angola (1978)
- Tropicana (2004–2006)
- Uralex (2000)
- VH Air (1995–1996)
- Yuno (1999)